# Prosecco

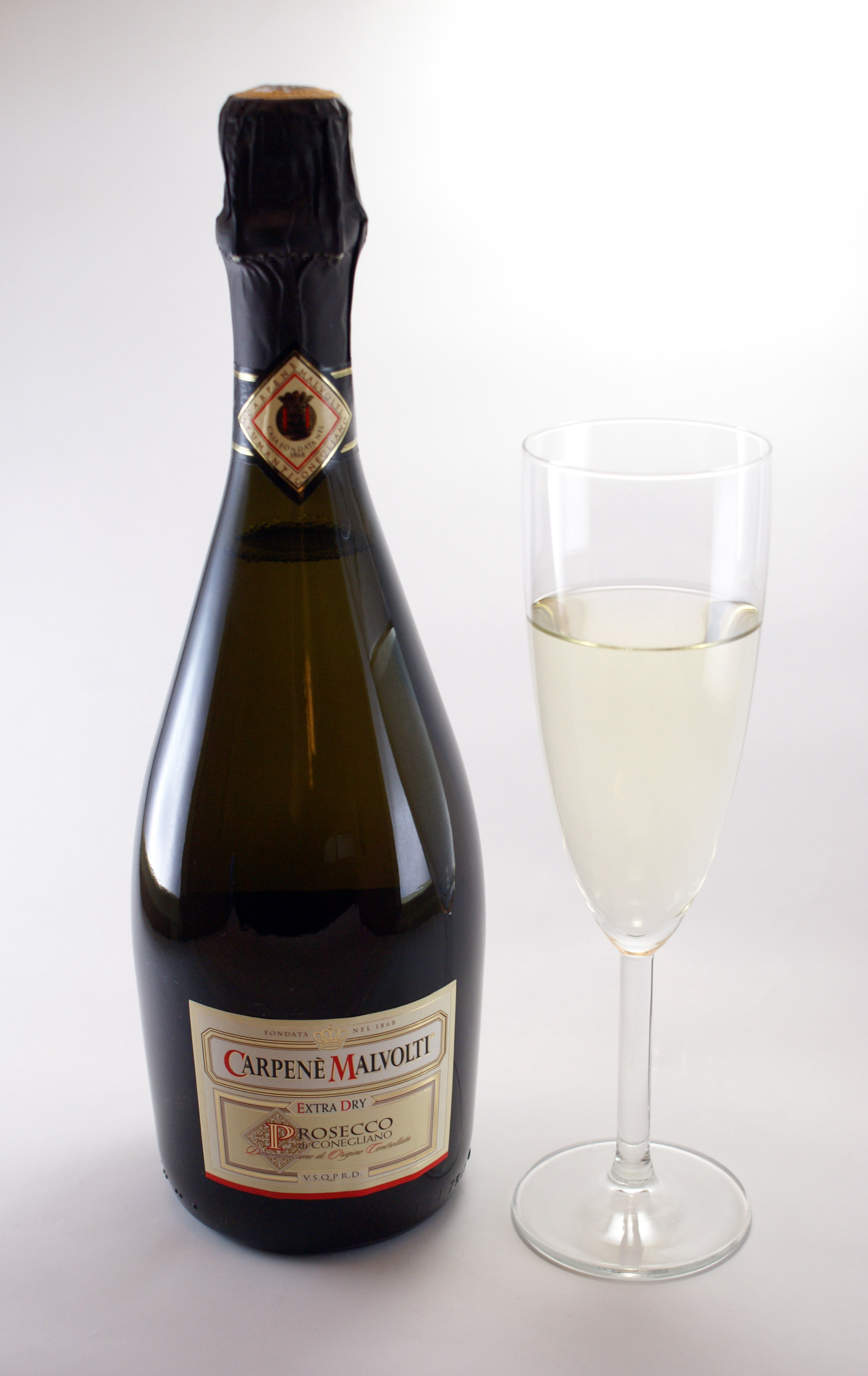
Bouteille de prosecco.

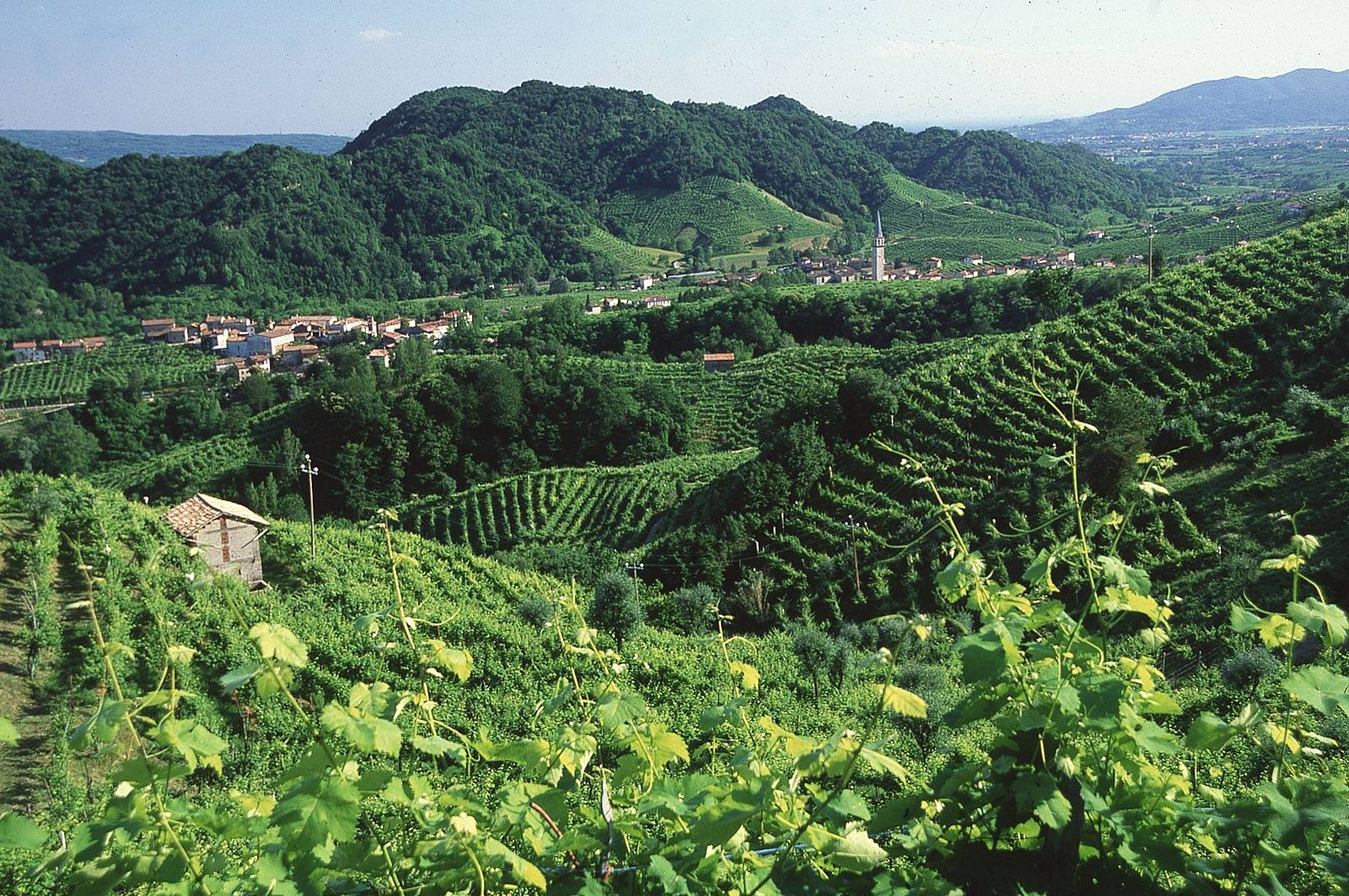
Colline de Valdobbiadene.

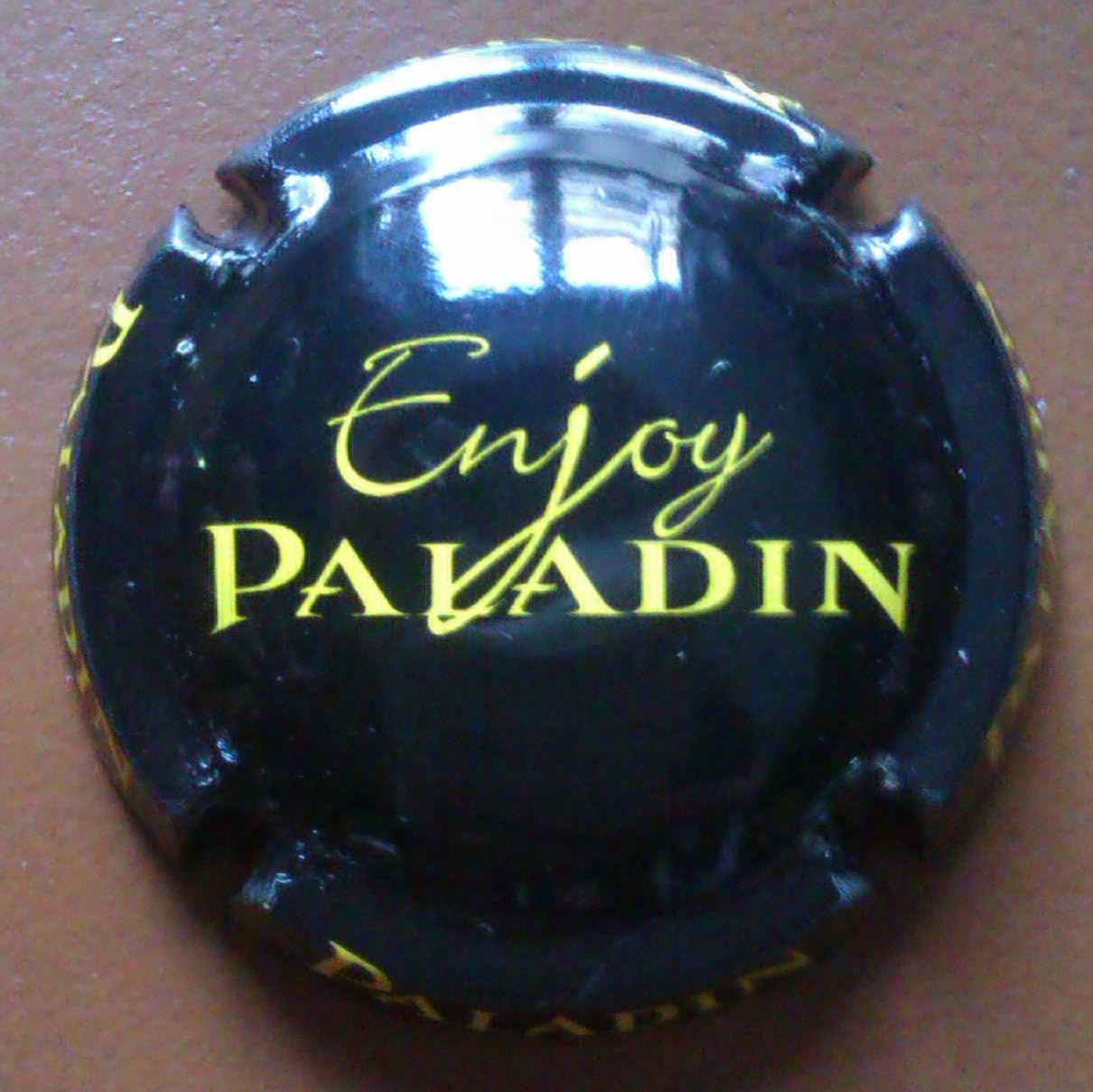
Capsule de prosecco.

Le prosecco est un vin blanc effervescent italien principalement issu de la transformation du cépage glera, produit dans cinq provinces de Vénétie (Belluno, Venise, Padoue, Trévise et Vicence) et quatre provinces de Frioul-Vénétie Julienne (Gorizia, Pordenone, Trieste et Udine).

## Histoire
Dès le IIe siècle av. J.-C., il est connu sous le nom de Pucinum dans la région frioulane. C'est aussi le vin préféré de Livie qui lui prêtait des vertus de longévité.
Longtemps exclusivement consommé en Italie, il connaît un fort succès à l'exportation depuis la fin de la première décennie des années 2000, notamment grâce au développement des cocktails dans la composition desquels il intervient.
En 2019, les collines du Prosecco de Conegliano et Valdobbiadene sont inscrites au patrimoine mondial de l'Unesco,.

## Origine et répartition géographique
Dans les collines de la province de Trieste se situe la ville de Prosecco (Trieste) (it), qui a donné le nom au vin. Deux vins sont issus du prosecco (cépage) qui peuvent être le produit d'assemblage avec d'autres cépages comme le Bianchetta Trevigiana :
- un vin effervescent de type frizzante (pétillant-perlant) ou spumante (mousseux) qui représente l'essentiel de la production (voir les vins DOC Prosecco di Conegliano Valdobbiadene) ;
- un vin blanc sec qui accompagne les poissons (voir les vins d'appellation « Prosecco DOC » de deux régions, l’une située entre Conegliano, Valdobbiadene et Vittorio Veneto, et l'autre dans le Montello et le Colli Asolani ; les vins d'appellation « Prosecco DOCG » ne concernent que 15 communes).

Le prosecco se déguste tel quel - frais, ou en cocktail comme le Spritz ou l'Hugo.